# Radomyśl (powiat drawski)
Radomyśl – osada w Polsce położona w województwie zachodniopomorskim, w powiecie drawskim, w gminie Wierzchowo.
W latach 1975–1998 miejscowość administracyjnie należała do województwa koszalińskiego. 
W roku 2007 miejscowość liczyła 98 mieszkańców. Osada wchodzi w skład sołectwa Żabinek.

## Geografia
Osada leży ok. 4 km na północny zachód od Żabinka